# Maurits van Dalen
Maurits van Dalen (Naaldwijk, 25 november 1980) is een voormalig Nederlands profvoetballer die speelde als verdediger. Hij kwam uit voor Sparta Rotterdam en speelde daarvoor voor de amateurs van Naaldwijk.
Van Dalen maakte zijn debuut in het Nederlandse betaalde voetbal op 9 december 2000 in de competitiewedstrijd Fortuna Sittard-Sparta (2-1). Zijn tweede en laatste duel als prof speelde hij op 13 december 2000, toen hij na 45 minuten inviel door Marilia in de wedstrijd Sparta-NAC (1-2).

## Statistieken
- Lijst van spelers van Sparta Rotterdam